# Bathysa perijaensis
Bathysa perijaensis är en måreväxtart som först beskrevs av Julian Alfred Steyermark, och fick sitt nu gällande namn av Piero G. Delprete. Bathysa perijaensis ingår i släktet Bathysa och familjen måreväxter. Inga underarter finns listade i Catalogue of Life.